# Mika Väyrynen
Mika Väyrynen (ur. 28 grudnia 1981 w Eskilstunie, Szwecja) – piłkarz fiński grający na pozycji bocznego pomocnika w HIFK Fotboll.

## Kariera klubowa
Väyrynen urodził się w szwedzkim mieście Eskilstuna, jednak piłkarską karierę rozpoczynał już w ojczyźnie, mianowicie w zespole FC Lahti. W 1999 roku był już w kadrze pierwszego zespołu i wtedy też zadebiutował w jego barwach w Veikkausliiga. W meczu z TPV Tampere (4:3) zdobył swojego pierwszego gola w lidze (był to jego jedyny gol w tamtym sezonie), a jego drużyna utrzymała się w lidze dopiero po wygranych barażach z FF Jaro. W 2000 roku był już podstawowym zawodnikiem klubu z Lahti i zdobył 10 goli w lidze, a zespół FC zajął w niej 8. miejsce. W 2001 roku Mika był zawodnikiem stołecznego klubu FC Jokerit. Zdobył 4 gole, jednak zespół nie zdołał utrzymać się w lidze i przegrał baraże z FF Jaro.
Zimą 2002 Väyrynen przeszedł do holenderskiego SC Heerenveen. Miał także propozycję z Interu Mediolan, jednak zdecydował się na drużynę z Eredivisie, gdyż stwierdził, że tam będzie miał większe szanse na grę w pierwszej jedenastce. W Heerenveen od razu wskoczył do pierwszego składu i stał się jednym z czołowych jego zawodników. W rundzie wiosennej rozegrał 17 meczów i ze swoim klubem zajął wysokie 4. miejsce. Część sezonu 2002/2003 stracił z powodu kontuzji i zagrał tylko w 22 meczach (strzelił 4 gole, z Heerenveen zajął 7. miejsce). Za to w sezonie 2003/2004 znów był jednym z najlepszych zawodników zespołu i zdobył dla niego 5 goli w lidze, a Heerenveen podobnie jak 2 lata wcześniej znów zajęło 4. pozycję. Rok później Mika był jeszcze skuteczniejszy i strzelił 8 goli dla 5. zespołu Eredivisie. Łącznie w barwach klubu z Heerenveen Väyrynen zdobył 17 goli w 101 meczach oraz w 2 sezonach wystąpił z nim w Pucharze UEFA, jednak bez większych sukcesów.
Latem 2005 Väyrynen zmienił klub. Na zasadzie wolnego transferu przeniósł się do PSV Eindhoven. Doznał jednak kontuzji kostki i na niemal pół roku wyszedł z obiegu. Do składu wrócił 17 grudnia na mecz z Willem II Tilburg (4:1) i zdobył w nim jedną z bramek. Nie zdołał wywalczyć jednak miejsca w podstawowej jedenastce zespołu z Eindhoven i łącznie wystąpił tylko w 11 meczach zdobywając 2 bramki, a z PSV został mistrzem Holandii. W sezonie 2006/2007 wystąpił z PSV w Lidze Mistrzów oraz wywalczył po raz drugi z rzędu tytuł mistrza kraju. W kolejnym sezonie rozegrał tylko 1 spotkanie w Eredivisie, a po jego zakończeniu powrócił do SC Heerenveen.
We wrześniu 2011 roku przeszedł na zasadzie wolnego transferu do Leeds United.. W latach 2012–2014 grał w HJK Helsinki, a w 2015 roku był zawodnikiem Los Angeles Galaxy. W 2016 trafił do HIFK Fotball.
| Sezon   | Klub               | Kraj              | Rozgrywki     | Mecze | Bramki |
| ------- | ------------------ | ----------------- | ------------- | ----- | ------ |
| 1999    | FC Lahti           | Finlandia         | Veikkausliiga | 15    | 1      |
| 2000    | FC Lahti           | Finlandia         | Veikkausliiga | 21    | 10     |
| 2001    | FC Jokerit         | Finlandia         | Veikkausliiga | 30    | 4      |
| 2001/02 | SC Heerenveen      | Holandia          | Eredivisie    | 17    | 0      |
| 2002/03 | SC Heerenveen      | Holandia          | Eredivisie    | 22    | 4      |
| 2003/04 | SC Heerenveen      | Holandia          | Eredivisie    | 32    | 5      |
| 2004/05 | SC Heerenveen      | Holandia          | Eredivisie    | 29    | 8      |
| 2005/06 | PSV Eindhoven      | Holandia          | Eredivisie    | 11    | 2      |
| 2006/07 | PSV Eindhoven      | Holandia          | Eredivisie    | 17    | 0      |
| 2007/08 | PSV Eindhoven      | Holandia          | Eredivisie    | 1     | 0      |
| 2008/09 | SC Heerenveen      | Holandia          | Eredivisie    | 17    | 1      |
| 2009/10 | SC Heerenveen      | Holandia          | Eredivisie    | 10    | 1      |
| 2010/11 | SC Heerenveen      | Holandia          | Eredivisie    | 30    | 9      |
| 2011/12 | Leeds United       | Anglia            | Championship  | 10    | 0      |
| 2012    | HJK Helsinki       | Finlandia         | Veikkausliiga | 12    | 3      |
| 2013    | HJK Helsinki       | Finlandia         | Veikkausliiga | 3     | 0      |
| 2014    | HJK Helsinki       | Finlandia         | Veikkausliiga | 25    | 2      |
| 2015    | Los Angeles Galaxy | Stany Zjednoczone | MLS           | 19    | 0      |
| 2016    | HIFK Fotball       | Finlandia         | Veikkausliiga | 14    | 0      |

## Kariera reprezentacyjna
W 2001 roku Väyrynen wystąpił z młodzieżową reprezentacją Finlandii U-20 na Młodzieżowych Mistrzostwach Świata. Finlandia odpadła z nich po fazie grupowej, zajmując w grupie A 3. miejsce.
W pierwszej reprezentacji Finlandii Väyrynen zadebiutował 20 marca 2002 w przegranym 0:2 meczu z reprezentacją Korei Południowej. Dobrze spisał się rok później w meczach przeciwko Serbii i Czarnogórze (0:3) oraz Włochami (0:2). Obecnie jest podstawowym zawodnikiem kadry w eliminacjach do Euro 2008 i zdobył jednego z goli w wygranym 3:1 w Bydgoszczy meczu z Polską.

## Sukcesy
- Mistrzostwo Holandii: 2006, 2007, 2008 z PSV
- Puchar Holandii: 2009 z Heerenveen
- Mistrzostwo Finlandii: 2012, 2013, 2014 z HJK
- Puchar Finlandii: 2014 z HJK